# Prima guerra siriaca
La prima guerra siriaca fu un conflitto combattuto tra il Regno tolemaico  di Tolomeo II ed il Regno seleucide di Antioco I e tra il 274 e il 271 a.C. Lo scontro vide la vittoria del regno d'Egitto, che tornò in possesso dei possedimenti in Asia minore persi nelle fasi iniziali del conflitto e conquistò ulteriori territori nella stessa regione.

## Antefatto
Dopo la conclusione delle cosiddette guerre dei Diadochi tra i successori di Alessandro Magno, che si erano spartiti il suo impero, si assestarono alcuni regni ellenistici, tra i quali emersero il Regno tolemaico, in Egitto, fondato da Tolomeo I, ed il Regno di Siria, fondato da Seleuco tra la Siria e la regione di Babilonia.
Le numerose contese tra i due regni, detti "guerre siriache" erano motivate dalla contesa territoriale sulla Celesiria, regione situata nell'area dell'odierno Libano.

## La guerra
Le fonti su questo primo conflitto tra l'impero seleucide e il regno d'Egitto sono purtroppo frammentarie. Pausania si limita ad annotare un conflitto tra Antioco I e Magas, alleato e fratellastro di Tolomeo II (era infatti figlio di Berenice I, madre del re, e del suo precedente marito Filippo). Tale conflitto si risolse con un maggior potere di Magas su Cirene.
Sappiamo dall'iscrizione della stele di Pithom che la guerra si risolse con una completa vittoria del regno d'Egitto. In particolare, la stessa stele riporta che la regina Arsinoe II accompagnò il marito e fratello Tolomeo II ad Heroonpolis/Pithom, nei pressi dell'Istmo di Suez, che si trovava ai confini occidentali del regno, per ispezionare e rincuorare le truppe egiziane, precedentemente sconfitte in battaglia durante le fasi iniziali della guerra.
Lo storico William W. Tarn valuta il contributo di Arsinoe II nella prima guerra siriaca tanto importante da attribuire gli insuccessi militari di Tolomeo II nelle successive guerre contro l'impero seleucide all'improvvisa morte della regina (268 a.C. circa). Secondo lo stesso storico, Arsinoe aveva infatti architettato un machiavellico progetto per aumentare la potenza del regno d'Egitto in Asia minore e contemporaneamente, attraverso il finanziamento della guerra cremonidea, minare il potere del regno di Macedonia, con l'obiettivo finale di mettere il figlio Tolomeo sul trono di Pella. La filologa Silvia Barbatani sottolinea che questo tipo di storiografia "fantapolitica" considera impropriamente la regina ellenistica come la dea ex machina dell'intero scacchiere del Mediterraneo e che la figura di Arsinoe, pur molto importante nella politica estera e militare del regno d'Egitto, non è stata probabilmente così fondamentale da condizionare l'intera storia dei regni ellenistici.